# Diplodus sargus
El sargo común (Diplodus sargus) es una especie de pez de la familia de los espáridos, muy común en el Mar Mediterráneo.
El nombre del género viene del griego diplos y odous, palabras que significa doble y diente, en alusión a que tienen dos tipos de dientes: incisivos y molares.

## Galería de imágenes

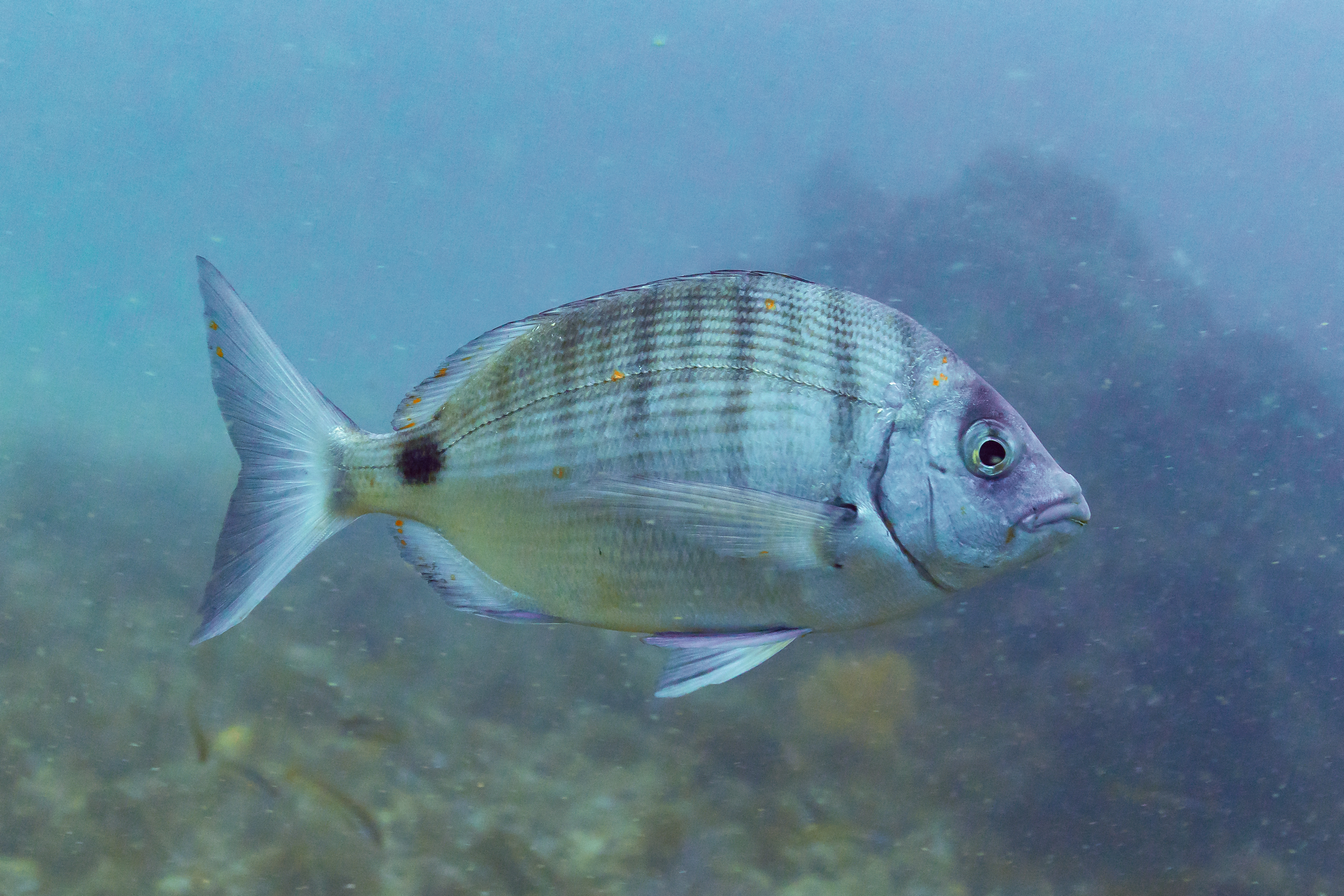
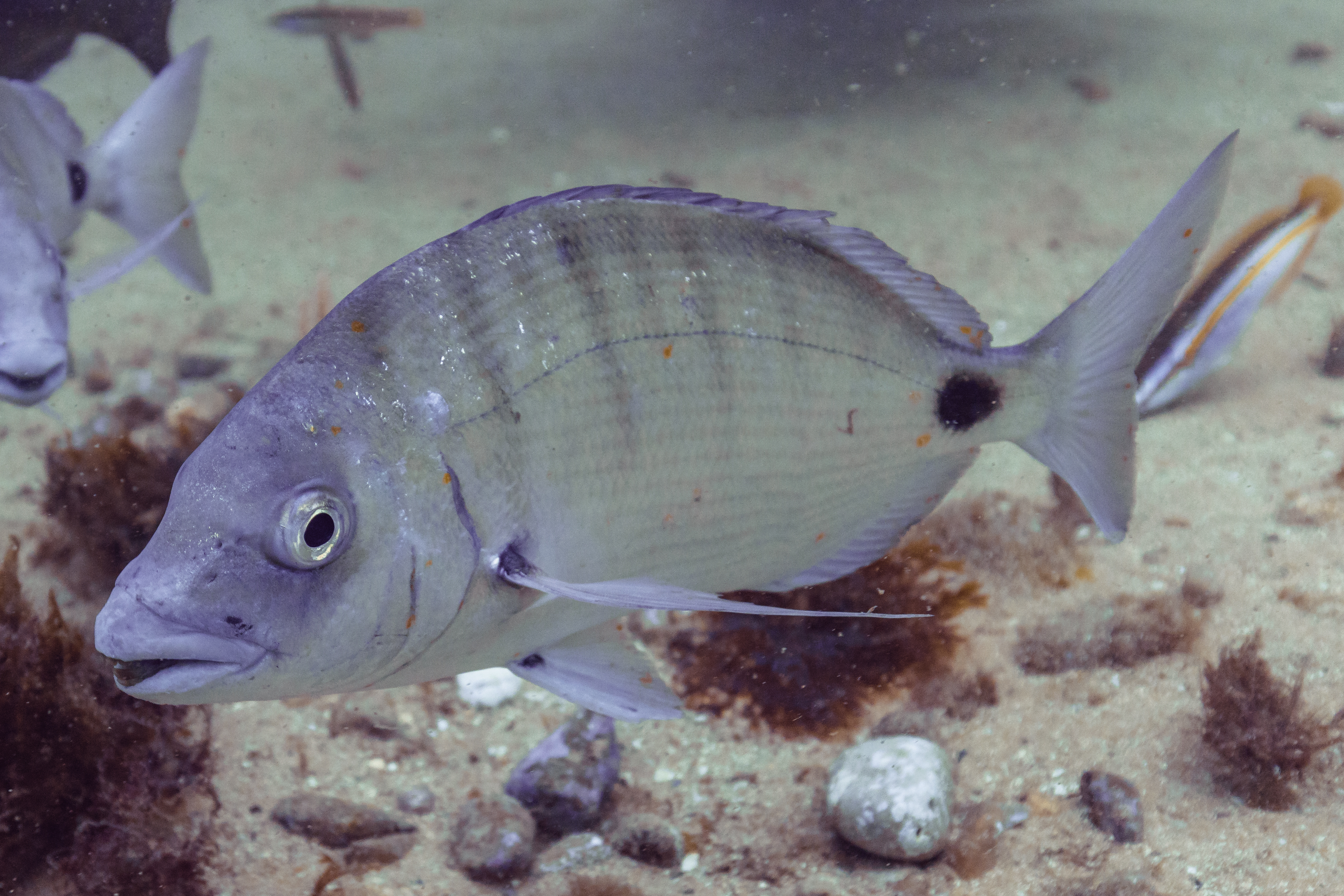
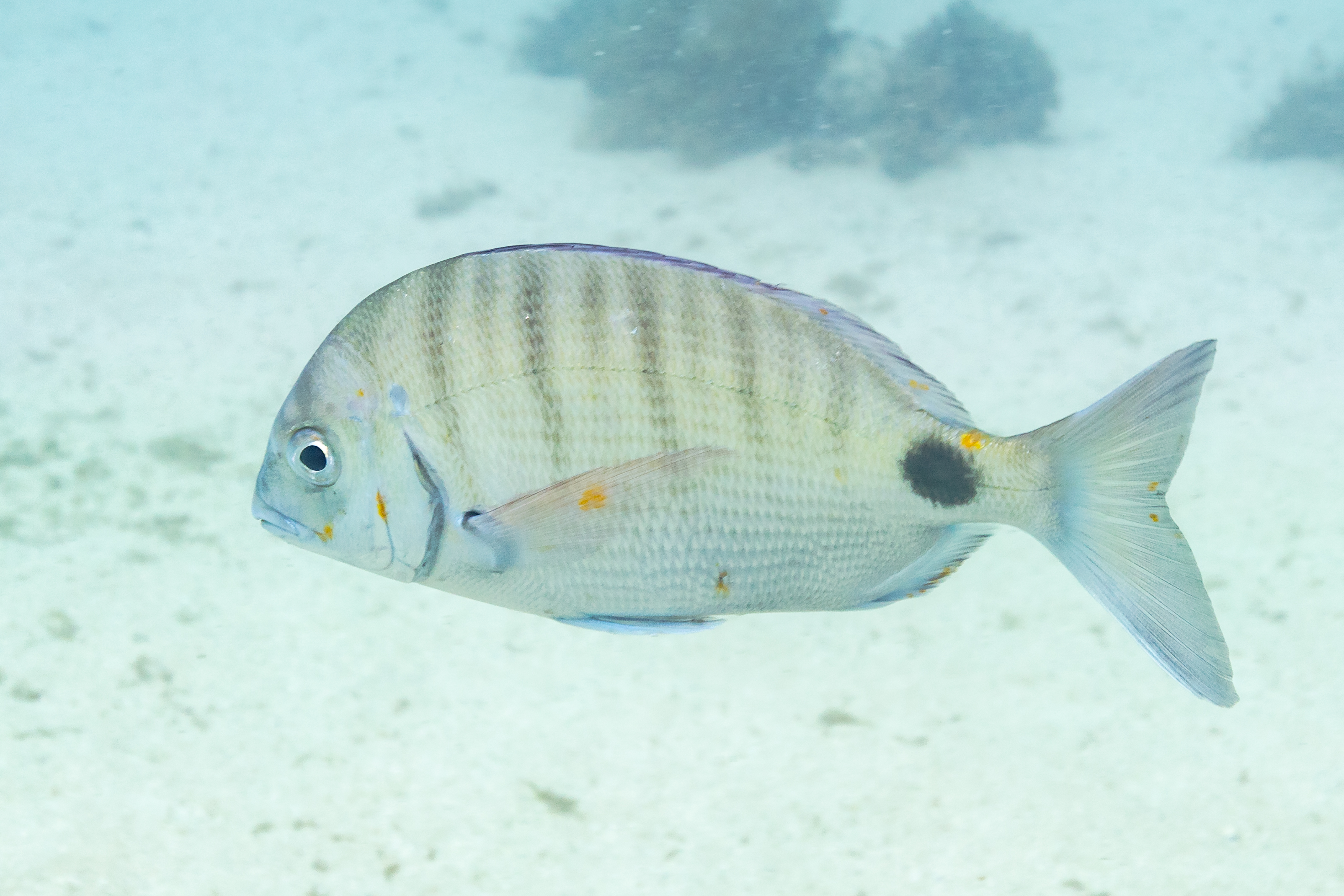